# Lotte Kopecky
Lotte Kopecky (født 10. november 1995 i Rumst) er en cykelrytter fra Belgien, der er på kontrakt hos SD Worx-Protime. Hun kører både på bane og landevej.
Kopecky blev i 2020 belgisk mester i linjeløb og enkeltstart.